# Federación Peruana de Fútbol
Peruwiańska Federacja Piłki Nożnej (hiszp. Federación Peruana de Futbol, oficjalny skrót FPF) – peruwiańskie ogólnokrajowe stowarzyszenie piłkarskie założone 23 sierpnia 1922 roku. Jest członkiem FIFA od roku 1924 oraz członkiem CONMEBOL od 1925 roku. Bezpośrednio nadzoruje reprezentację Peru w piłce nożnej, puchar kraju oraz ligi amatorskie. Jest także zaangażowany w organizację pierwszej oraz drugiej ligi peruwiańskiej.